# برينتون بارك
برينتون بارك (بالإنجليزية: Prenton Park)‏ هو ملعب كرة قدم يقع في بلدة بيركينهيد بحي يرال، بمقاطعة مرزيسايد، شمال غرب بإنجلترا. وهو ملعب نادي ليفربول الرديف وترانميري روفرز. بدء بناء الملعب في هام 1885 و اُفتُتح الملعب عام 1912، و تصل قدرتة الإستيعابة لحضور 16 ألف متفرج.